# فنسنت مينيلي
فنسنت مينيلي (بالإنجليزية: Vincente Minnelli)‏ (1903-1986) مخرج أفلام أمريكي. عرف بتقديم الأفلام الغنائية. أشهر أفلامه أمريكي في باريس عام 1951 وفيلم جيجي الذي حصل من خلاله على جائزة الأوسكار لأفضل مخرج عام 1959. وهو والد الممثلة ليزا مينيلي.

## الجوائز والترشيحات

### فيلم أمريكي في باريس
- ترشح لجائزة الأوسكار لأفضل مخرج
- ترشح لجائزة غولدن غلوب لأفضل مخرج
- ترشح لجائزة الكبرى لمهرجان كان

### فيلم جيجي
- فاز بجائزة الأوسكار لأفضل مخرج
- فاز بجائزة غولدن غلوب لأفضل مخرج
- ترشح لجائزة البافتا لأفضل فيلم

## روابط خارجية
- فنسنت مينيلي على موقع IMDb (الإنجليزية)
- فنسنت مينيلي على موقع الموسوعة البريطانية (الإنجليزية)
- فنسنت مينيلي على موقع ألو سيني (الفرنسية)
- فنسنت مينيلي على موقع ميوزك برينز (الإنجليزية)
- فنسنت مينيلي على موقع تيرنر كلاسيك موفيز (الإنجليزية)
- فنسنت مينيلي على موقع أول موفي (الإنجليزية)
- فنسنت مينيلي على موقع قاعدة بيانات برودواي على الإنترنت (الإنجليزية)
- فنسنت مينيلي على موقع قاعدة بيانات الأفلام السويدية (السويدية)
- فنسنت مينيلي على موقع إن إن دي بي (الإنجليزية)
- فنسنت مينيلي على موقع قاعدة بيانات الفيلم (الإنجليزية)